# Ingeborg Hall-Setterberg
Ingeborg Augusta Hall-Setterberg, född 5 december 1907 i Kimstad, Östergötlands län, död 1970, var en svensk målare, textilkonstnär och teckningslärare.
Hall-Setterberg var dotter till kantorn Pontus Hall och Hilda Lundin och från 1932 gift med Hakon Setterberg. Hon studerade till teckningslärare vid Högre konstindustriella skolan i Stockholm 1923–1930 och företog därefter ett flertal studieresor i Europa bland annat till Paris, Köpenhamn och Berlin. Separat ställde hon ut på Olsens konstsalong i Göteborg 1949 och på Galerie Æsthetica i Stockholm 1952. Hon medverkade i samlingsutställningar med Dalslands konstförening. Hennes konst består av figurmåleri, stilleben och landskap från Frankrike och Spanien.   